# (100589) 1997 MV8
(100589) 1997 MV8 es un asteroide perteneciente al cinturón de asteroides, descubierto el 29 de junio de 1997 por el equipo del Spacewatch desde el Observatorio Nacional de Kitt Peak, Arizona, Estados Unidos.

## Designación y nombre
Designado provisionalmente como 1997 MV8.

## Características orbitales
1997 MV8 está situado a una distancia media del Sol de 2,530 ua, pudiendo alejarse hasta 2,952 ua y acercarse hasta 2,107 ua. Su excentricidad es 0,167 y la inclinación orbital 12,60 grados. Emplea 1469,89 días en completar una órbita alrededor del Sol.
El próximo acercamiento a la órbita terrestre se producirán el 9 de septiembre de 2174.

## Características físicas
La magnitud absoluta de 1997 MV8 es 15,7.